# 해꽃과
해꽃과(--科, 학명: Heliotropiaceae 헬리오트로피아케아이[*])는 지치목의 과이다. 과거에는 지치과 아래의 해꽃아과(Heliotropioideae)로 분류하기도 했으나, 지치목 워킹 그룹(Boraginales Working Group)의 2016년 분류에서는 분자계통학적 근거에 따라 별개의 과로 재분류했다.

## 하위 분류
- 모래지치속(Tournefortia L.)
- 해꽃속(Heliotropium Tourn. ex L.)
- Euploca Nutt.
- Ixorhea Fenzl
- Myriopus Small
- Nogalia Verdc.